# The Translator
The Translator è un film del 2020 diretto da Rana Kazkaz e Anas Khalaf. 
La pellicola è un thriller, lungometraggio d'esordio della coppia di registi e sceneggiatori siriani che racconta la guerra civile siriana dal punto di vista di un esule, interpretato da Ziad Bakri.

## Trama
Sami Najjar lavora come traduttore in Siria dall'arabo all'inglese. Le sue parole, o più precisamente le sue traduzioni delle parole di qualcun altro, lo mettono però nei guai con il regime di al-Assad, al punto che è costretto a trasferirsi in Australia. ll passato torna a perseguitarlo undici anni dopo, nel 2011, quando suo fratello, un attivista, scompare in Siria, più o meno nello stesso modo in cui scomparve il padre, durante le rivolte armate del 1980. Sami allora decide di tornare in patria per ritrovare suo fratello.

## Distribuzione
Il film è stato presentato in anteprima mondiale al Tallinn Black Nights Film Festival 2020. In Italia, si è aggiudicato il premio del pubblico al Biografilm Festival e al Festival de Cinéma Pays de Lunel, in Francia. Il film è uscito nelle sale cinematografiche francesi nel 2021 e dal 2022 è disponibile su Amazon Prime.

## Riconoscimenti
- Tallinn Black Nights Film Festival
  - 2020: Candidatura al miglior film
- Biografilm Festival
  - 2020: Premio del pubblico
- Festival de Cinéma Pays de Lunel
  - 2020: Premio del pubblico